# Critics' Choice Awards de 2015
O 20.º Critics' Choice Movie Awards (no original, em inglês, 20th Critics' Choice Awards) foi a 20.ª edição organizada pela associação de críticos de cinema dos Estados Unidos e Canadá, Broadcast Film Critics Association, para honrar os melhores profissionais e obras de cinema de 2014.
Os nomeados foram anunciados em 15 de dezembro de 2014. O filme Birdman ou (A Inesperada Virtude da Ignorância), dirigido por Alejandro González Iñárritu, angariou o maior número de nomeações e de prêmios, com 7 e 13, respectivamente. Na cerimônia transmitida pelo A&E e apresentada por Michael Strahan, Boyhood foi consagrado como o Melhor Filme e Richard Linklater como Melhor Diretor.

## Vencedores e nomeados
| Melhor Filme - Boyhood - Birdman ou (A Inesperada Virtude da Ignorância) - Gone Girl - The Grand Budapest Hotel - The Imitation Game - Nightcrawler - Selma - The Theory of Everything - Unbroken - Whiplash | Melhor Diretor - Richard Linklater – Boyhood - Wes Anderson – The Grand Budapest Hotel - Ava DuVernay – Selma - David Fincher – Gone Girl - Alejandro González Iñárritu – Birdman ou (A Inesperada Virtude da Ignorância) - Angelina Jolie – Unbroken |
| Melhor Ator - Michael Keaton – Birdman ou (A Inesperada Virtude da Ignorância) como Riggan Thomson - Benedict Cumberbatch – The Imitation Game como Alan Turing - Ralph Fiennes – The Grand Budapest Hotel como Monsieur Gustave H. - Jake Gyllenhaal – Nightcrawler como Louis "Lou" Bloom - David Oyelowo – Selma como Martin Luther King Jr. - Eddie Redmayne – The Theory of Everything como Stephen Hawking     | Melhor Atriz - Julianne Moore – Still Alice como Dr. Alice Howland - Jennifer Aniston – Cake como Claire Bennett - Marion Cotillard – Deux jours, une nuit como Sandra Bya - Felicity Jones – The Theory of Everything como Jane Hawking - Rosamund Pike – Gone Girl como Amy Elliott-Dunne - Reese Witherspoon – Wild como Cheryl Strayed                                 |
| Melhor Ator Coadjuvante - J. K. Simmons – Whiplash como Terence Fletcher - Josh Brolin – Inherent Vice como Lt. Det. Christian F. "Bigfoot" Bjornsen - Robert Duvall – The Judge como Juiz Joseph Palmer - Ethan Hawke – Boyhood como Mason Evans Sr. - Edward Norton – Birdman ou (A Inesperada Virtude da Ignorância) como Mike Shiner - Mark Ruffalo – Foxcatcher como Dave Schultz                               | Melhor Atriz Coadjuvante - Patricia Arquette – Boyhood como Olivia Evans - Jessica Chastain – A Most Violent Year como Anna Morales - Keira Knightley – The Imitation Game como Joan Clarke - Emma Stone – Birdman ou (A Inesperada Virtude da Ignorância) como Sam Thomson - Meryl Streep – Into the Woods como A Bruxa - Tilda Swinton – Snowpiercer como Minister Mason |
| Melhor Ator/Atriz Juvenil - Ellar Coltrane – Boyhood como Mason Evans Jr. - Ansel Elgort – The Fault in Our Stars como Augustus Waters - Mackenzie Foy – Interstellar como Murphy "Murph" Cooper - Jaeden Lieberher – St. Vincent como Oliver Bronstein - Tony Revolori – The Grand Budapest Hotel como Zero Moustafa - Quvenzhané Wallis – Annie como Annie Bennett - Noah Wiseman – The Babadook como Samuel Vanek | Melhor Elenco - Birdman ou (A Inesperada Virtude da Ignorância) - Boyhood - The Grand Budapest Hotel - The Imitation Game - Into the Woods - Selma |
| Melhor Roteiro Original - Alejandro González Iñárritu, Nicolás Giacobone, Alexander Dinelaris Jr. e Armando Bó – Birdman ou (A Inesperada Virtude da Ignorância) - Richard Linklater – Boyhood - Wes Anderson e Hugo Guinness – The Grand Budapest Hotel - Dan Gilroy – Nightcrawler - Damien Chazelle – Whiplash | Melhor Roteiro Adaptado - Gillian Flynn – Gone Girl - Graham Moore – The Imitation Game - Paul Thomas Anderson – Inherent Vice - Anthony McCarten – The Theory of Everything - Joel Coen, Ethan Coen, Richard LaGravenese e William Nicholson – Unbroken - Nick Hornby – Wild                                                                                              |
| Melhor Filme de Animação - The Lego Movie - Big Hero 6 - The Book of Life - The Boxtrolls - How to Train Your Dragon 2 - Penguins of Madagascar | Melhor Filme de Ação - Guardians of the Galaxy - American Sniper - Captain America: The Winter Soldier - Edge of Tomorrow - Fury - Transformers: Age of Extinction |
| Melhor Ator em Filme de Ação - Bradley Cooper – American Sniper como Chris Kyle - Tom Cruise – Edge of Tomorrow como Major William Cage - Chris Evans – Captain America: The Winter Soldier como Steve Rogers / Capitão América - Brad Pitt – Fury como US Army S/Sgt. Don "Wardaddy" Collier - Chris Pratt – Guardians of the Galaxy como Peter Quill / Star-Lord                                                   | Melhor Atriz em Filme de Ação - Emily Blunt – Edge of Tomorrow como Sargento Rita Vrataski - Scarlett Johansson – Lucy como Lucy - Jennifer Lawrence – The Hunger Games: Mockingjay – Part 1 como Katniss Everdeen - Zoë Saldaña – Guardians of the Galaxy como Gamora - Shailene Woodley – Divergent como Beatrice "Tris" Prior                                           |
| Melhor Filme de Sci-Fi/Horror - Interstellar - The Babadook - Dawn of the Planet of the Apes - Snowpiercer - Under the Skin | Melhor Filme de Comédia - The Grand Budapest Hotel - 22 Jump Street - Birdman ou (A Inesperada Virtude da Ignorância) - St. Vincent - Top Five |
| Melhor Ator em Filme de Comédia - Michael Keaton – Birdman ou (A Inesperada Virtude da Ignorância) como Riggan Thomson - Jon Favreau – Chef como Carl Casper - Ralph Fiennes – The Grand Budapest Hotel como Monsieur Gustave H. - Bill Murray – St. Vincent como Vincent MacKenna - Chris Rock – Top Five como Andre Allen - Channing Tatum – 22 Jump Street como Greg Jenko                                        | Melhor Atriz em Filme de Comédia - Jenny Slate – Obvious Child como Donna Stern - Rose Byrne – Neighbors como Kelly Radner - Rosario Dawson – Top Five como Chelsea Brown - Melissa McCarthy – St. Vincent como Maggie Bronstein - Kristen Wiig – The Skeleton Twins como Maggie Dean                                                                                      |
| Melhor Filme Estrangeiro - Force Majeure ( Suécia) - Ida ( Polónia) - Leviathan ( Rússia) - Deux jours, une nuit ( França) - Relatos salvajes ( Argentina) | Melhor Documentário - Life Itself - Citizenfour - Glen Campbell: I'll Be Me - Jodorowsky's Dune - Last Days in Vietnam - The Overnighters |
| Melhor Direção de Arte - Adam Stockhausen e Anna Pinnock – The Grand Budapest Hotel - Kevin Thompson e George DeTitta Jr. – Birdman ou (A Inesperada Virtude da Ignorância) - David Crank e Amy Wells – Inherent Vice - Nathan Crowley e Gary Fettis – Interstellar - Dennis Gassner e Anna Pinnock – Into the Woods - Ondřej Nekvasil e Beatrice Brendtnerovà – Snowpiercer                                         | Melhor Cinematografia - Emmanuel Lubezki – Birdman ou (A Inesperada Virtude da Ignorância) - Robert Yeoman – The Grand Budapest Hotel - Hoyte van Hoytema – Interstellar - Dick Pope – Mr. Turner - Roger Deakins – Unbroken |
| Melhor Figurino - Milena Canonero – The Grand Budapest Hotel - Mark Bridges – Inherent Vice - Colleen Atwood – Into the Woods - Anna B. Sheppard – Maleficent - Jacqueline Durran – Mr. Turner | Melhor Edição - Douglas Crise e Stephen Mirrione – Birdman ou (A Inesperada Virtude da Ignorância) - Sandra Adair – Boyhood - Kirk Baxter – Gone Girl - Lee Smith – Interstellar - Tom Cross – Whiplash |
| Melhor Maquiagem - Guardians of the Galaxy - Foxcatcher - The Hobbit: The Battle of the Five Armies - Into the Woods - Maleficent | Melhores Efeitos Visuais - Dawn of the Planet of the Apes - Edge of Tomorrow - Guardians of the Galaxy - The Hobbit: The Battle of the Five Armies - Interstellar |
| Melhor Trilha Sonora - Antonio Sánchez – Birdman ou (A Inesperada Virtude da Ignorância) - Alexandre Desplat – The Imitation Game - Jóhann Jóhannsson – The Theory of Everything - Trent Reznor e Atticus Ross – Gone Girl - Hans Zimmer – Interstellar | Melhor Canção - "Glory (canção de Common & John Legend)" (Common e John Legend) – Selma - "Big Eyes" (Lana Del Rey) – Big Eyes - "Everything Is Awesome" (JoLi e The Lonely Island) – The Lego Movie - "Lost Stars" (Keira Knightley) – Begin Again - "Yellow Flicker Beat" (Lorde) – The Hunger Games: Mockingjay – Part 1                                                |